# Louis De Grève
Louis Philippe Nicolas De Grève (Halle, 17 oktober 1929 – aldaar, 12 mei 2021) was een Belgisch volksvertegenwoordiger, senator en burgemeester voor de PVV. Na zijn politieke carrière was hij rechter bij het Arbitragehof (later Grondwettelijk Hof).

## Biografie
Als doctor in de rechten (1952) werd Louis De Grève beroepshalve ambtenaar.
In 1958 werd hij verkozen tot gemeenteraadslid van Halle, een mandaat dat hij tot 1984 uitoefende. Van 1976 tot 1982 was hij er schepen en van 1965 tot 1971 burgemeester. Hij werd ook verkozen tot provincieraadslid voor Brabant, een mandaat dat hij van 1971 tot 1974 uitoefende.
Voor de PVV zetelde De Grève van 1974 tot 1977 in de Senaat als rechtstreeks gekozen senator voor het arrondissement Brussel. Vervolgens was hij van 1977 tot 1984 lid van de Kamer van volksvertegenwoordigers voor hetzelfde arrondissement. In de periode april 1974-oktober 1980 zetelde hij als gevolg van het toen bestaande dubbelmandaat ook in de Cultuurraad voor de Nederlandse Cultuurgemeenschap, die op 7 december 1971 werd geïnstalleerd. Vanaf 21 oktober 1980 tot september 1984 was hij lid van de Vlaamse Raad, de voorloper van het huidige Vlaams Parlement. Van december 1981 tot september 1984 zat hij er de PVV-fractie voor.
Hij werd op 10 september 1984 benoemd tot rechter in het Arbitragehof, later Grondwettelijk Hof genoemd, wat hij bleef tot 16 oktober 1999. Op 14 september 1993 volgde hij Fernand Debaedts op als voorzitter van de Nederlandse taalgroep van het Arbitragehof. Zelf werd hij als voorzitter van de Nederlandse taalgroep door Georges De Baets opgevolgd.
Vanaf 1945 was De Grève muzikant en bestuurslid van de Koninklijke Harmonie Sinte-Cecilia in Halle, waarvan 38 jaar als voorzitter.